# NGC 1660
NGC 1660 ist eine Spiralgalaxie vom Hubble-Typ Sa im Sternbild Grabstichel am Südsternhimmel. Sie ist schätzungsweise 272 Millionen Lichtjahre von der Milchstraße entfernt und hat einen Durchmesser von etwa 80.000 Lichtjahren. 

Im selben Himmelsareal befindet sich u. a. die Galaxie NGC 1658.
Das Objekt wurde am 1. Dezember 1837 von John Herschel entdeckt.